# اندیس قلعه باختراسدآباد
قلعه باختراسدآباد یک اندیس فلزی است که در حوالی شهر بردسیر استان کرمان قرار دارد و مادهٔ معدنی موجود در آن، طلا است.  